# Casa del Bell’Impluvio

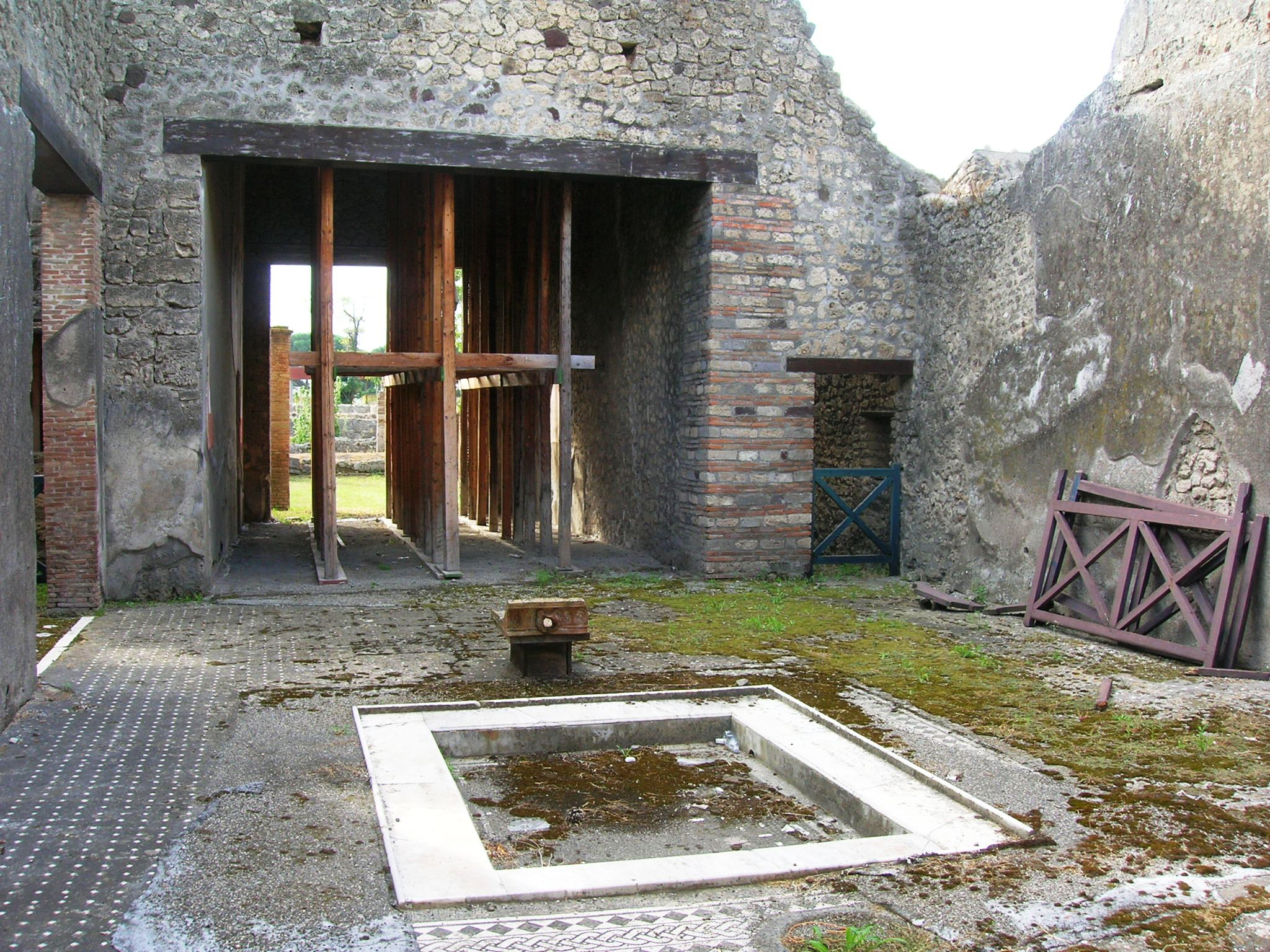
Blick in das Atrium des Hauses mit dem Impluvium

Die Casa del Bell’Impluvio (Haus mit dem schönen Impluvium) ist ein Wohnhaus in Pompeji (I.9.2), das 1912 und 1952/1953 ausgegraben wurde. Es erhielt seinen modernen Namen vom besonders schön gestalteten Impluvium, dem Wasserbecken im Atrium, in dem Regenwasser aufgefangen wurde.

## Beschreibung
Das im 2. Jahrhundert v. Chr. errichtete Haus besitzt ein Atrium und im hinteren Teil ein Peristyl mit Ziegelsäulen. Der antike Eingang des Hauses ist heute durch den Gipsabguss der antiken Holztür versperrt. Im Eingangsbereich befanden sich auf der linken Seitenwand Bilder von Mercurius und Herakles und anderen Gottheiten. Heute ist nur noch Mercurius zu erkennen.
Das Impluvium im toskanischen Atrium ist mit Marmor verkleidet. Das eigentliche Becken ist mit bunten Marmorteilen ausgelegt. Gegenüber dem Eingang des Hauses befindet sich das Tablinum, das im 3. Stil ausgemalt ist. Es wird vermutet, dass die Malereien von derselben Werkstatt stammen, die die Räume in der Casa dei Cubicoli floreali ausmalte. Die Malereien sind von hoher Qualität, doch nicht gut erhalten. Sie zeigen rote Felder und in der oberen Zone Architekturen. Die Wände sind durch plastische Pilaster mit korinthischen Kapitellen gegliedert.
Ein weiterer Raum (links vom Atrium) zeigt Malereien im 3. Stil. Man sieht aufwendige Architekturen auf rotem Grund. Ein erotisches Wandgemälde, das ein Paar auf einem Bett zeigt, schreibt Lawrence Richardson Jr. dem Iphigenia-Maler zu. Es handelt sich um einen Notnamen. Dem Iphigenia-Maler werden relativ viele Bilder aus Pompeji zugeschrieben.

## Galerie

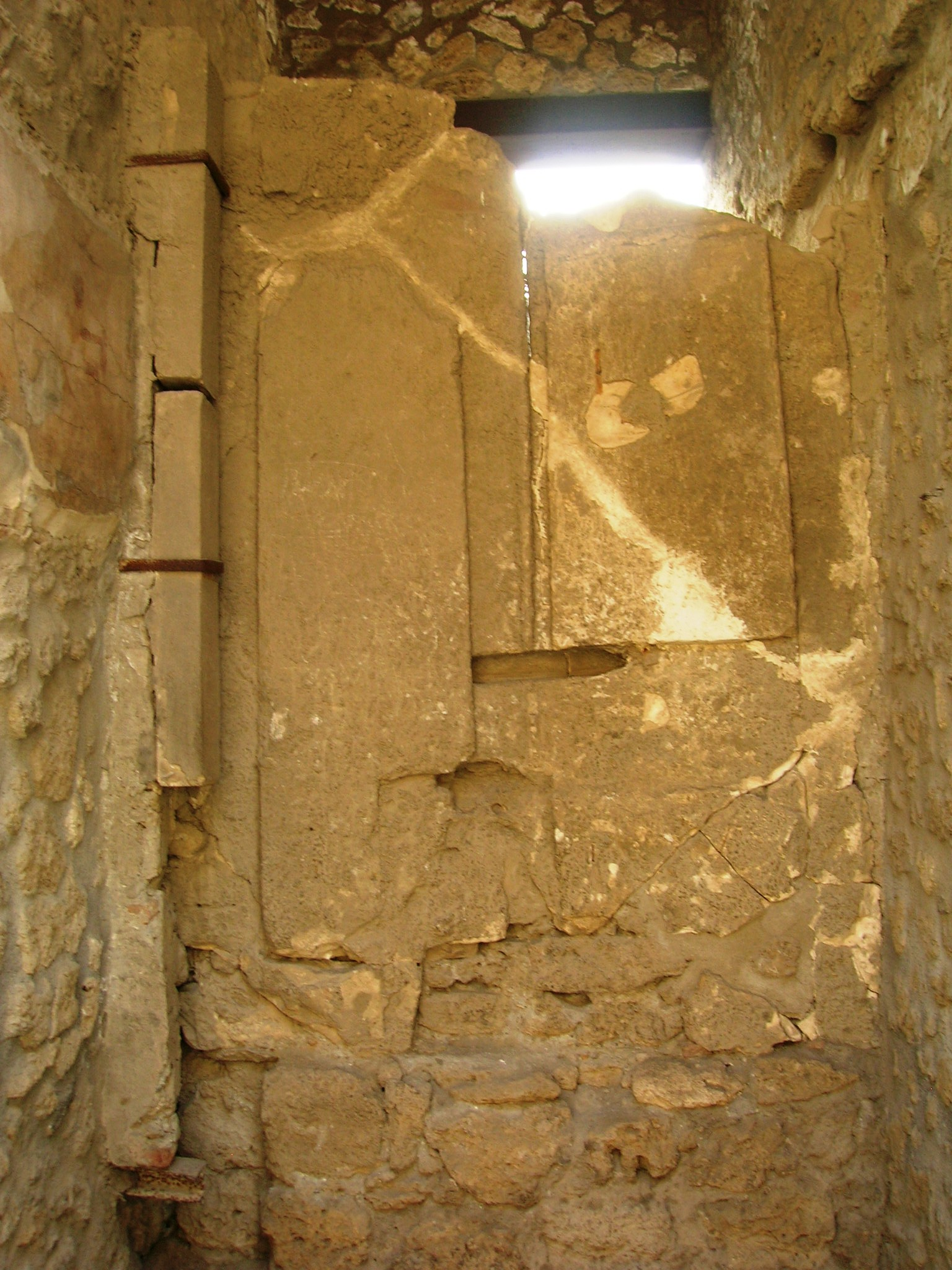
Gipsabdruck der Tür des Hauses
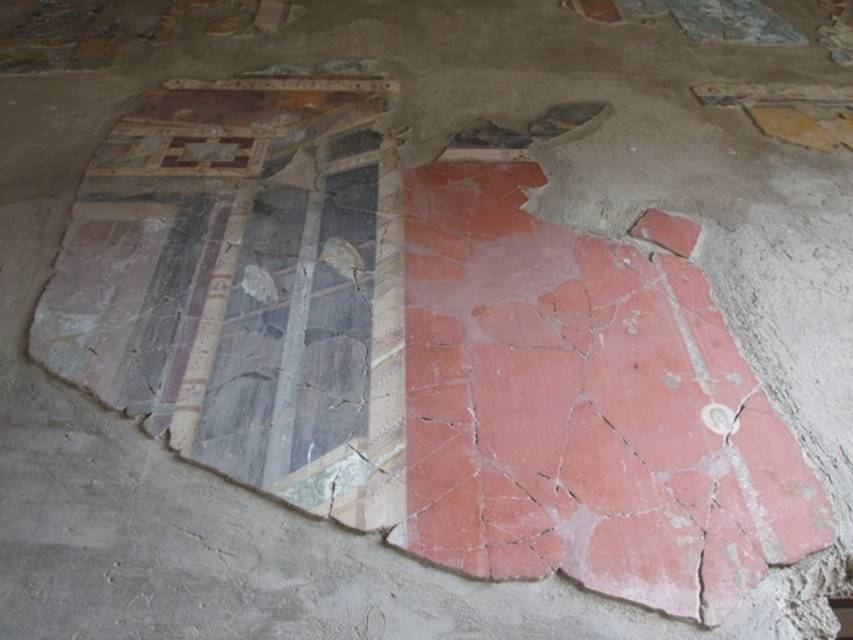
Malerei im Tablinum
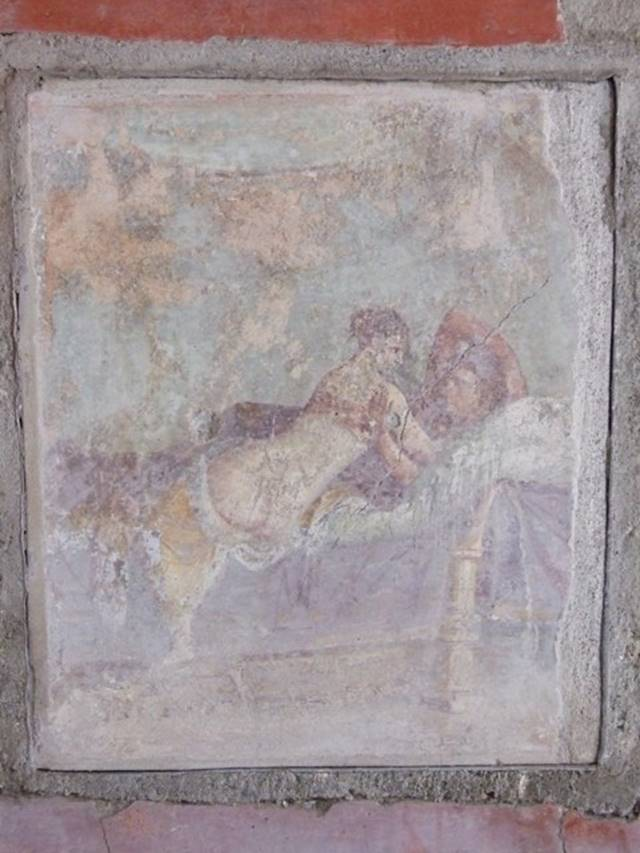
Mann und Frau auf Bett
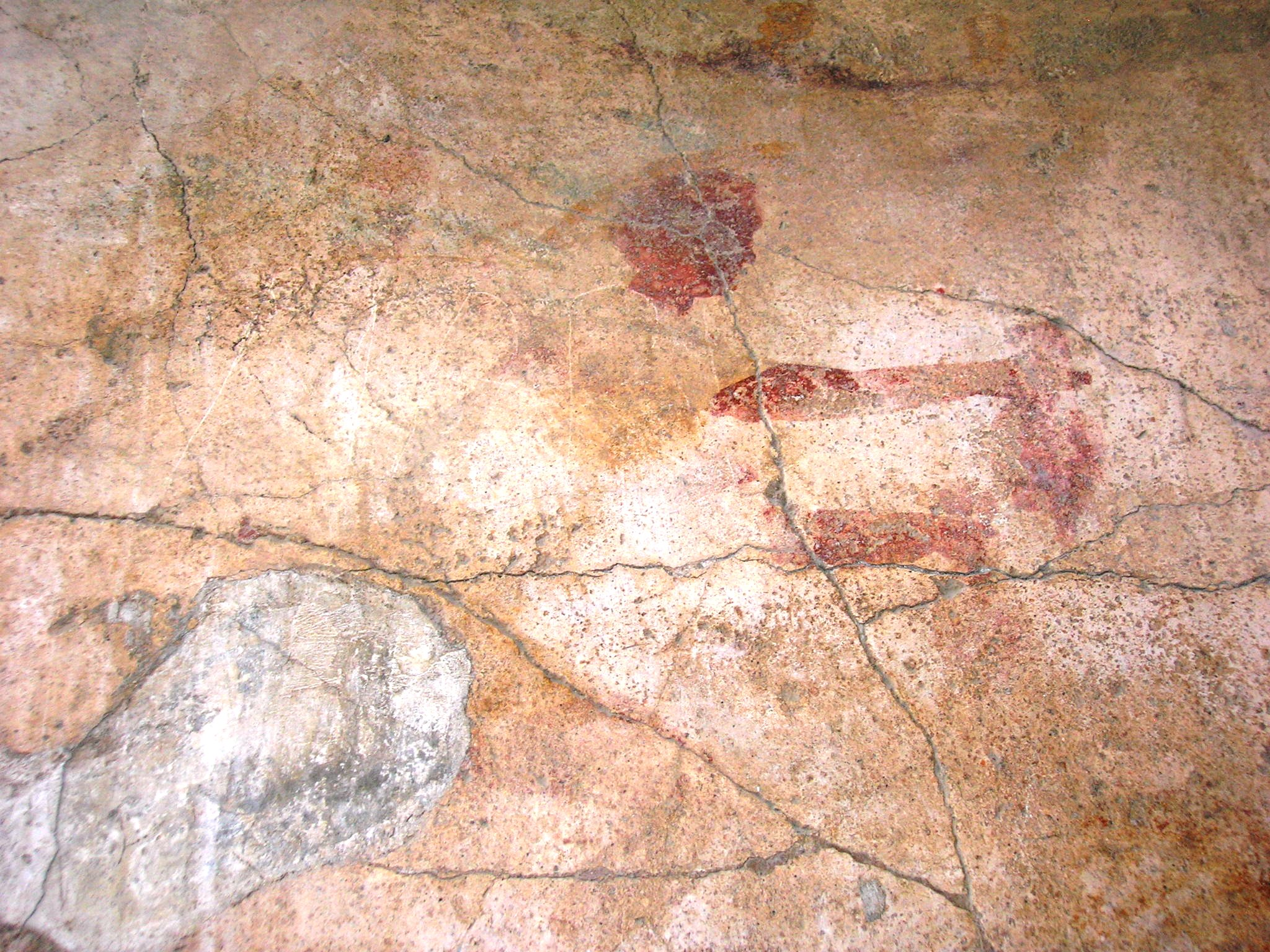
Mercurius